# Dormitorium

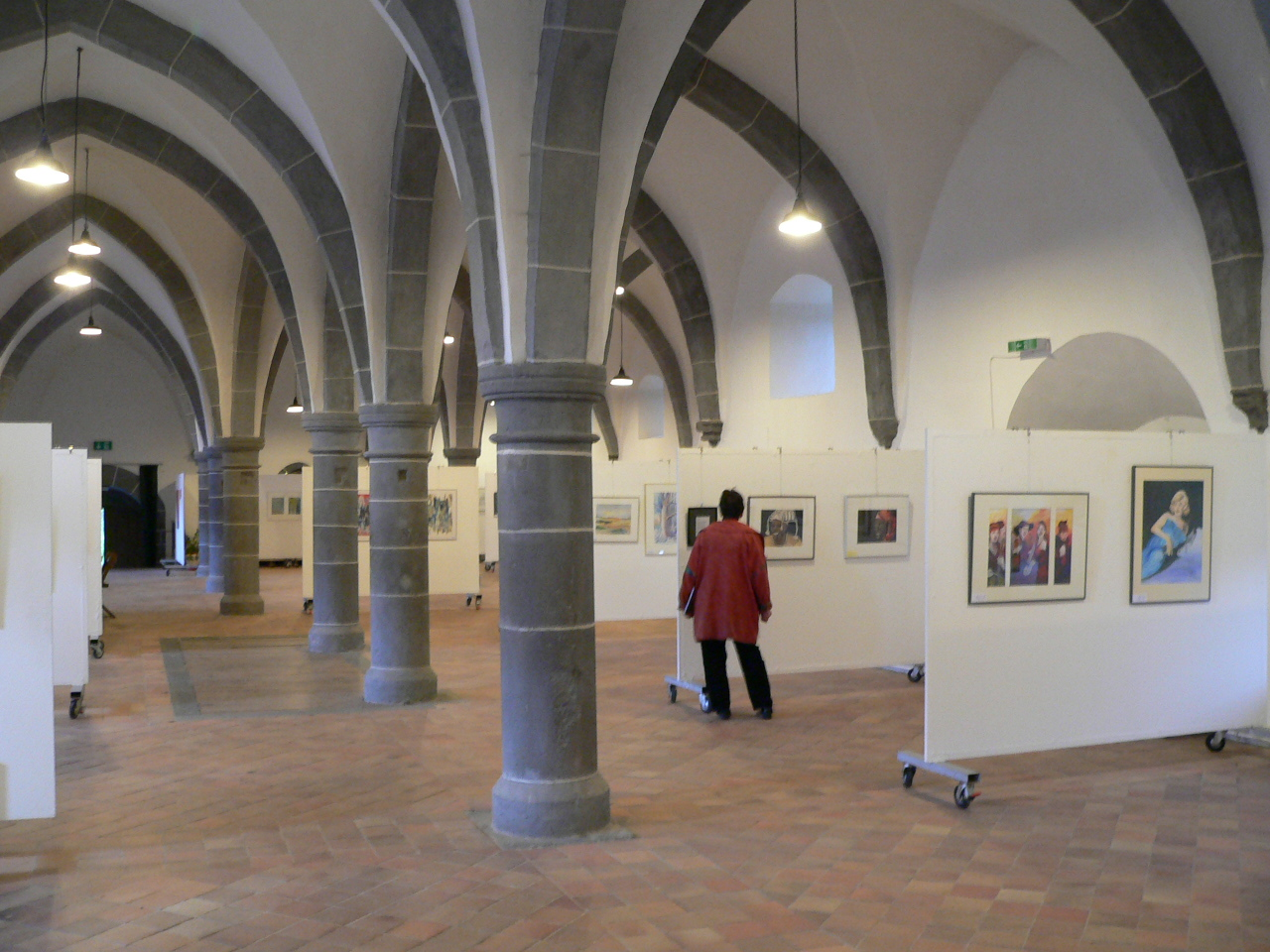
het dormitorium in het klooster van Arnsburg

Een dormitorium is een slaapzaal in een klooster of abdij. Het woord domitorium is afkomstig van het Latijnse woord dormire dat slapen betekent. In de begintijd van de kloosters sliepen alle monniken bij elkaar in het dormitorium. Later kregen de monniken hun eigen cel. Het dormitorium ging toen slaan op de vleugel waar de monniken sliepen.
bracium/brouwerij · cantharus/bron · cellae/kloostercellen · cellarium/kelder · clausuur · claustrum/kloostergang · dormitorium/slaapzaal · hospitium/gastenverblijf · infirmarium/ziekenvertrek · kapittelzaal · monasterium/kloosterkerk · pandhof · parlatorium · pistrinum/bakkerij · refectorium/refter · sacristie · scriptorium · kloostertuin